# هوارد جاكسون
هوارد جاكسون (بالإنجليزية: Howard Jackson)‏ (27 يونيو 1951 بديترويت في الولايات المتحدة - 7 مارس 2006 بدوارتي في الولايات المتحدة) هو لاعب كاراتيه وملاكم كيك بوكسينغ وممثل وملاكم أمريكي.

## روابط خارجية
- هوارد جاكسون على موقع IMDb (الإنجليزية)
- هوارد جاكسون على موقع ألو سيني (الفرنسية)
- هوارد جاكسون على موقع أول موفي (الإنجليزية)
- هوارد جاكسون على موقع قاعدة بيانات الأفلام السويدية (السويدية)
- هوارد جاكسون على موقع قاعدة بيانات الفيلم (الإنجليزية)
- هوارد جاكسون على موقع كينوبويسك (الروسية)